# Софіївка (Лебединська міська громада)
Софі́ївка —  село в Україні, у Лебединській міській громаді Сумського району Сумської області. Населення становить 13 осіб. До 2020 орган місцевого самоврядування — Будильська сільська рада.

## Географія
Село Софіївка знаходиться неподалік від витоків річки Будилка. На відстані до 2-х км розташовані села Грабці і Радчуки. Поруч проходить автомобільна дорога Т 198.

## Історія
12 червня 2020 року, відповідно до Розпорядження Кабінету Міністрів України № 723-р «Про визначення адміністративних центрів та затвердження територій територіальних громад Сумської області» увійшло до складу Лебединської міської громади.
19 липня 2020 року, після ліквідації Лебединського району, село увійшло до Сумського району.

## Персоналії
Блідуха Іван Ілліч — український військовик, учасник російсько-української війни